# Ritzenhoff

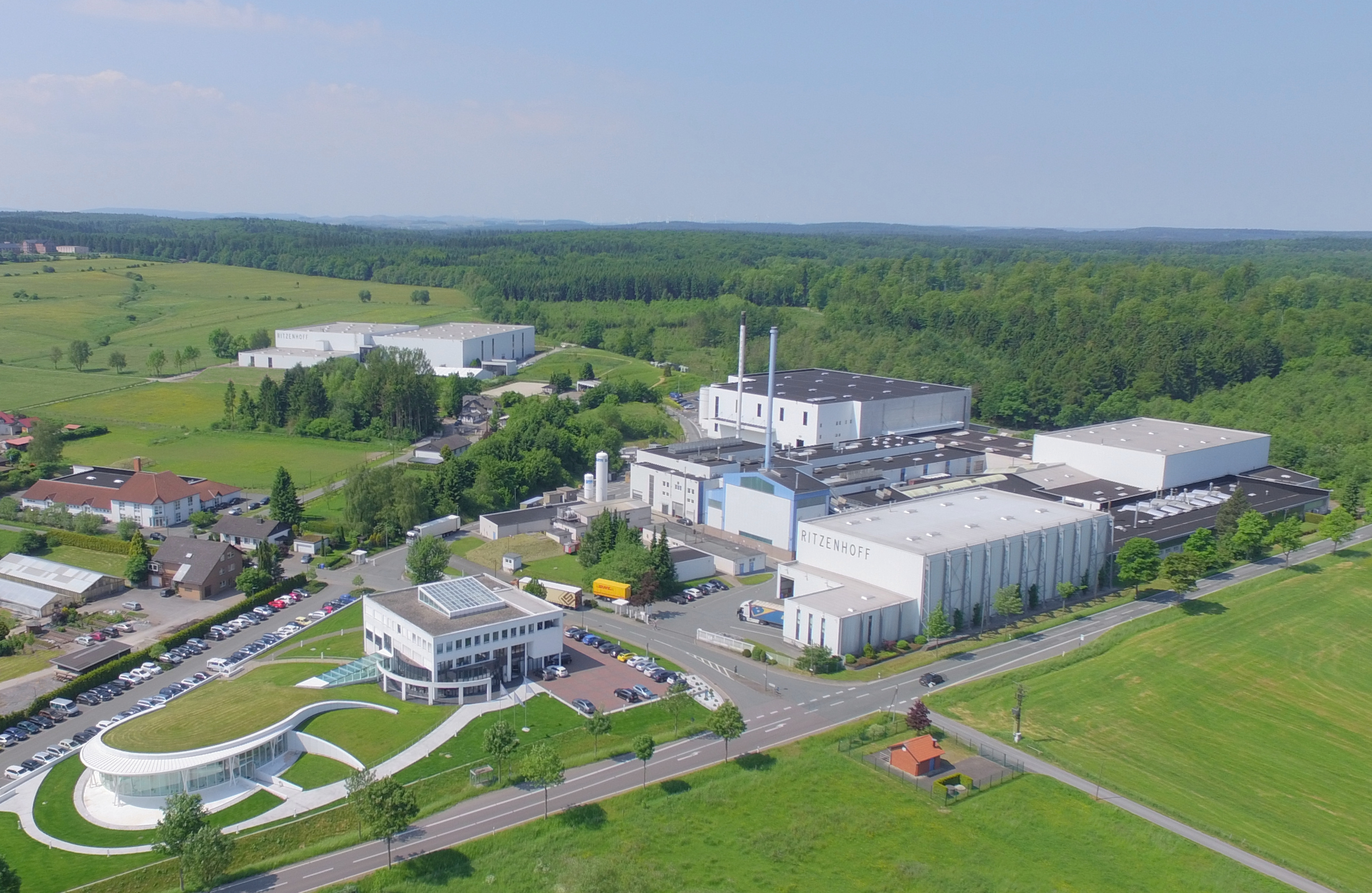
Luftaufnahme

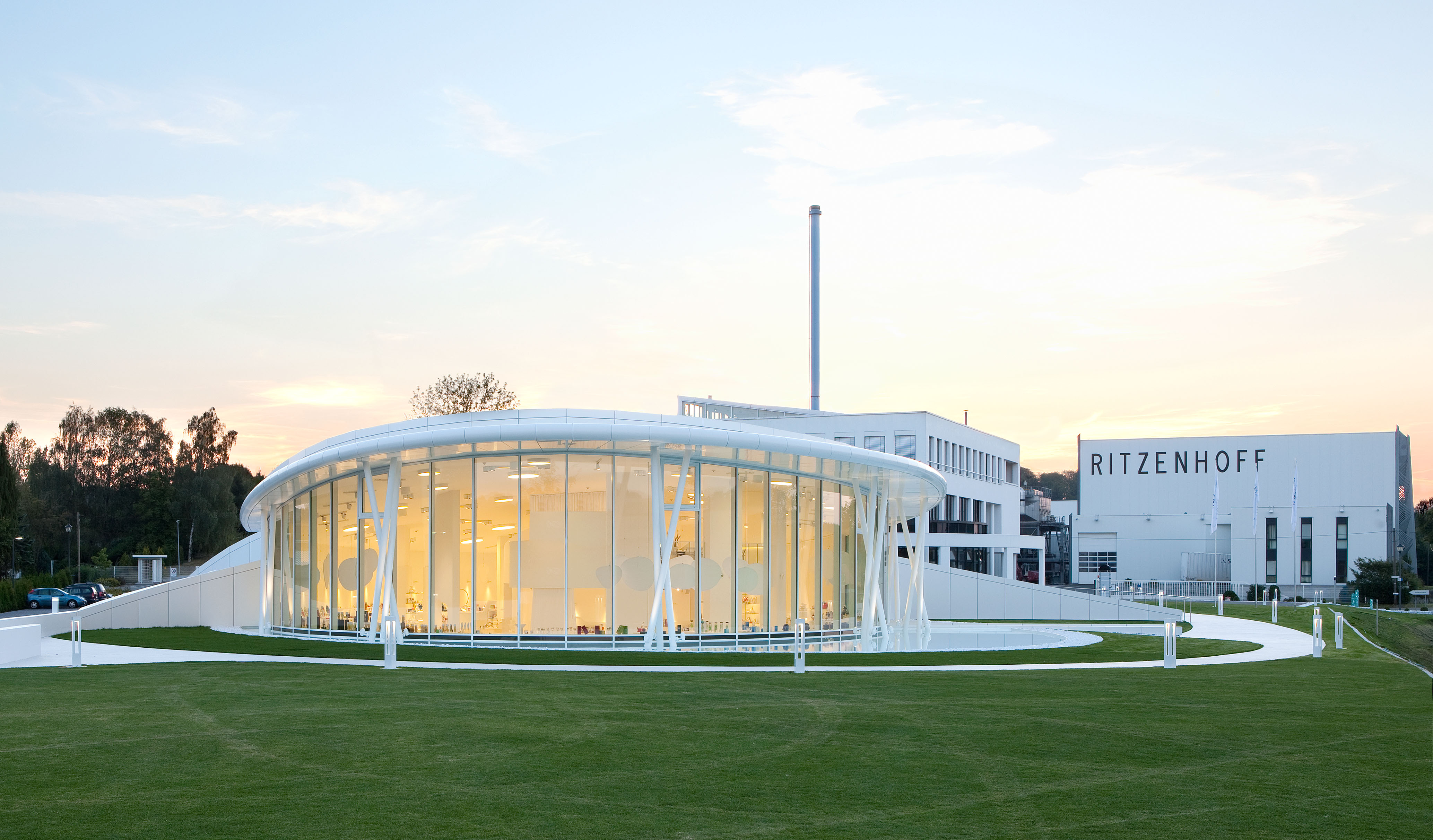
Showroom

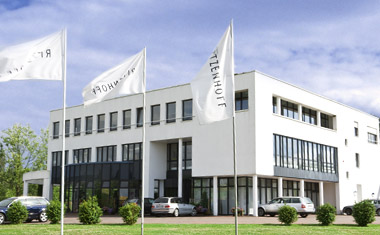
Verwaltung

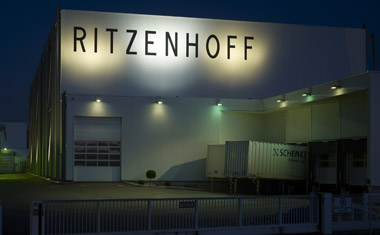
Logistikzentrum

Die Ritzenhoff Cristal GmbH ist ein deutscher Hersteller von Trinkgläsern und Geschenkartikeln aus Glas mit Sitz in Marsberg im Hochsauerlandkreis. Mit vier Produktionslinien werden jährlich bis zu 50 Mio. Gläser für die Getränkeindustrie in aller Welt produziert.

## Geschichte
Die Ritzenhoff Cristal GmbH ging aus der Fürstenberger Waldglashütte hervor, welche von 1800 bis 1903 ihren Standort im abgeschiedenen oberen Aabachtal, nördlich der Diemel hatte. Die Fürstenberger Waldglashütte wurde 1800 von dem gebürtigen Holländer Anton Wilhelm Kapmeier gegründet. 1904 bauten die Kaufleute Julius und Lois Nordheimer eine neue Glashütte in Niedermarsberg. Hierin ging die Fürstenberger Waldglashütte auf. Man nutzte den Vorteil des Fabrikstandortes in Bahnnähe zur wirtschaftlicheren Energieversorgung mit Steinkohle. Zwischen 1917 und 1921 war der Betrieb wegen Absatzschwierigkeiten eingestellt. Von 1921 bis 1934 blieb die wirtschaftliche Lage des Unternehmens schwierig. Am 29. März 1934 wurde das Unternehmen an den Essener Ingenieur Fritz Sielemann und an Richard Lehmkuhl und Max Bauer verkauft. In dieser Zeit entstand auch das neue Firmenemblem MGM, welches für Marsberger Glasfabrik Marsberg stand.
Da auch die Marsberger Glasfabrik Marsberg mehr Kapital benötigte, trat im Dezember 1934 der Driburger Glasgroßhändler Heinrich Ritzenhoff als Teilhaber in die Firma ein. Er war ab 1935 Geschäftsführer und erwarb die Firmenanteile im Dezember 1935 ganz. Im Laufe der Jahre wurde Heinrich Ritzenhoff durch seinen Sohn Klaus bei der Unternehmensführung unterstützt. Das Unternehmen hatte sich wirtschaftlich so gut entwickelt, dass 1957 ein zusätzlicher Veredelungsbetrieb unter dem Firmennamen H. u. Kl. Ritzenhoff KG neu gegründet werden konnte. Dieses Unternehmen befasste sich mit der Veredelung von Beleuchtungsglas. Der Bedarf an Glas in allen Variationen stieg weiter an, sodass ein weiterer Zweigbetrieb in der Gemeinde Essentho gegründet wurde. Hier wurden ausschließlich Gläser für Brauereien und Brennereien veredelt. 1965 errichtete Heinrich Ritzenhoff, ebenfalls in der Gemeinde Essentho, eine vollautomatische Glasproduktion zur Produktion von Trinkglas-Serien. Neben der klassischen Mundglasfertigung baute dieser Unternehmenszweig schnell seine Position aus und wurde zum wichtigsten Teil des heutigen Unternehmens. 1969 starb der Firmenchef Heinrich Ritzenhoff; sein Sohn Klaus übernahm die alleinige Leitung des Unternehmens. Er gründete im Jahr 1974 die Grafik Ritzenhoff, eine Druckerei, die keramische Abziehbilder für Glas produziert.
Im Laufe der Jahre wurde die vollautomatische Glasproduktion immer weiter entwickelt. Auch die Kundenstruktur änderte sich durch die neuen Produktionsmöglichkeiten. Aus den Ursprüngen einer alten handwerklichen Produktion entwickelte sich das Unternehmen Ritzenhoff Cristal GmbH zu einem der bedeutendsten Anbietern von Trinkgläsern in Europa. Es wurde 1992 besonders bekannt durch seine außergewöhnlichen und bunten Glaskollektionen für Milch und alkoholische Getränke wie Bier, Sekt und Wein. Im Bereich von Stielgläsern ist das Unternehmen marktführend. Nach dem Tod von Klaus Ritzenhoff am 21. August 1990 wurde Bernd Batthaus zum Vorsitzenden der Geschäftsführung bestellt. Nachdem dieser Ende 2018 in den Ruhestand gegangen war, übernahm Christoph Kargruber am 1. Januar 2019 als Vorstandsvorsitzender die Führung der Ritzenhoff AG. Nach dem Ausscheiden Kargrubers im Januar 2021 wurde Axel Drösser im Juni 2021 Vorstandsvorsitzender. Seit November 2023 führt Carsten Schumacher, zunächst als Vorstandsvorsitzender der Ritzenhoff AG und nach der Umfirmierung im April 2024, als Geschäftsführer der Ritzenhoff Cristal GmbH das Unternehmen.
Das Unternehmen am Standort Essentho ist in der Lage, mit vier Produktionslinien jährlich ca. 50 Mio. Trinkgläser herzustellen. Der Schmelzbetrieb läuft ganzjährig durch. Die positive wirtschaftliche Entwicklung des Familienunternehmens gab den Anlass, das Unternehmen 1999 in die Form einer AG umzuwandeln. Im Jahr 2008 wurde das neue Logistikzentrum am Standort Essentho mit einer Gesamtnutzfläche von 11.735 m2 fertiggestellt. 2012 wurde der Showroom mit 700 m² Fläche fertiggestellt.
2013 wurde die vierte Produktionslinie am Standort Essentho fertiggestellt, was mit 20 Mio. Euro Investitionssumme das größte Einzelinvestment der Ritzenhoff AG in der Geschichte darstellt. 2017 erfolgte die Inbetriebnahme eines weiteren Hochregallagers in Essentho mit weiteren 15.000 Palettenstellplätzen.
Ritzenhoff meldete am 26. Januar 2024 Insolvenz in Eigenverwaltung an. Man habe in den Corona-Jahren hohe Verluste gemacht. Die stark gestiegenen Kosten von Energie und Rohstoffen verteuern die Glasherstellung. Das alles habe zu einem signifikanten Anstieg der Verschuldung geführt.
Zum 1. April 2024 haben Robert Tönnies, 50 % Besitzer der Tönnies Holding, und die Nachfahren des Firmengründers gemeinsam den Geschäftsbetrieb der Ritzenhoff AG im Rahmen einer übertragenen Sanierung erworben zu je etwa 50 Prozent. Die Firma wurde von einer AG in die Ritzenhoff Group GmbH umgewandelt. Unter dem Dach der die Ritzenhoff Group GmbH gründete man drei Gesellschaften. Die Ritzenhoff Cristal GmbH für Produktion, Logistik, Vertrieb und Einkauf, eine für Dekoration und eine Gesellschaft für Designer Homeware (Prozellan-Verkauf). Die 2023 nach Polen ausgelagerte Dekoration von Gläser kam nach Marsberg zurück. Die Mitarbeiterzahl ging von rund 430 auf 350 zurück. 2024 investierte man 10 Millionen Euro. 2024 zahlte man 600.000 Euro pro Monat für Strom und Gas. In den nächsten Jahre sollen die Gas-Glaswannen auf Elektro-Gaswannen für die Produktion umgestellt werden und dafür Strom eines benachbarten Windparks genutzt werden.